# Chorinea xanthippe
Chorinea xanthippe är en fjärilsart som beskrevs av Gray 1832. Chorinea xanthippe ingår i släktet Chorinea och familjen Riodinidae. Inga underarter finns listade i Catalogue of Life.